# شتیگه
شتیگه (به آلمانی: Stiege) یک منطقهٔ مسکونی در آلمان است که در اوبرهارز آم بروکن واقع شده‌است. شتیگه ۱٬۱۷۰ نفر جمعیت دارد.